# Gerald Govan
Gerald Govan (Jersey City, 2 gennaio 1942) è un ex cestista statunitense, professionista nella ABA.

## Carriera
È stato selezionato dai St. Louis Hawks all'undicesimo giro del Draft NBA 1964 (88ª scelta assoluta).

## Palmarès
- ABA All-Star Game: 1

1970
- Cinquantatreesimo miglior marcatore di sempre ABA
- Terzo migliore rimbalzista di sempre ABA
- Secondo miglior rimbalzista difensivo di sempre ABA (5.357)
- Dodicesimo per numero di assist di sempre ABA
- Quarto giocatore con il maggior numero di partite giocate nella storia dell'ABA (681)
- Terzo giocatore con il maggior numero di minuti giocati nella storia dell'ABA (22.925)
- Trentaseiesimo per numero di stoppate di sempre ABA